# Fort Beauséjour

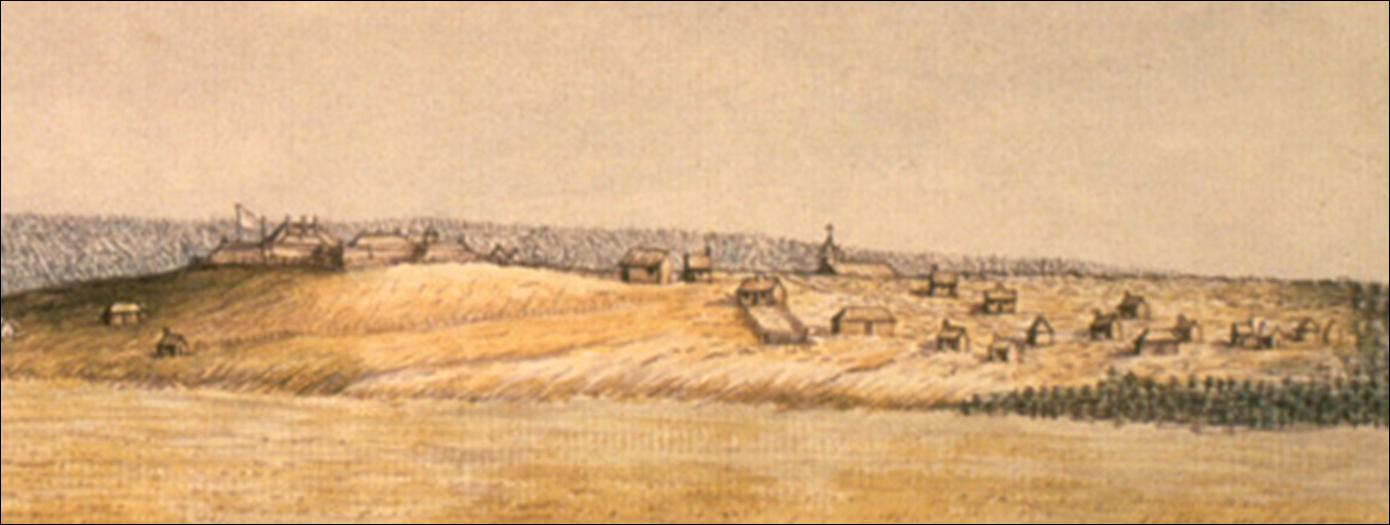
Fort Beauséjour och domkyrkan.

Fort Beauséjour var en skans belägen i Akadien, dagens New Brunswick. 
Fortet började anläggas 1751 för att stärka försvaret av Nya Frankrike. Vid den brittiska belägringen fyra år senare var arbetet ännu inte fullbordat.
Fort Beauséjour föll i brittiska händer 1755 efter 12 dagars belägring. Skansen fick nu namnet Fort Cumberland. Under det amerikanska frihetskriget belägrades den 1776 av en patriotisk styrka, som dock misslyckades med att ta platsen. Fortet lades ner i slutet av 1780-talet, men återbesattes under1812 års krig.
Idag utgör platsen ett kanadensiskt historiskt minnesmärke, Fort Beauséjour – Fort Cumberland National Historic Site.